# Xanthopimpla hildebrandti
Xanthopimpla hildebrandti är en stekelart som beskrevs av Krieger 1915. Xanthopimpla hildebrandti ingår i släktet Xanthopimpla och familjen brokparasitsteklar. Inga underarter finns listade i Catalogue of Life.